# Miss Belgique 2022
Miss Belgique 2022, 89e élection de Miss Belgique, se déroule le 26 mars 2022 au Théâtre Proximus de La Panne.
Le concours est présenté par Virginie Claes, Miss Belgique 2006 et Gaëtan Bartosz animateur de Radio Contact. Il a été diffusé sur Sudinfo en Wallonie et sur Eclips TV en Flandre.
La gagnante, Chayenne Van Aerle, succède à Kedist Deltour, Miss Belgique 2021.

## Classement final
| Titre              | Candidates                          |
| ------------------ | ----------------------------------- |
| Miss Belgique 2022 | Chayenne Van Aerle - Anvers         |
| 1re dauphine       | Elle Leclercq - Flandre Orientale   |
| 2e dauphine        | Silvana Spyros - Limbourg           |
| 3e dauphine        | Pénélope Vandooren - Brabant Wallon |
| 4e dauphine        | Chiara Catanzaro - Anvers           |
| 5e dauphine        | Sofia El Banouti - Hainaut          |

## Candidates
| N° | Nom                | Age | Domicile          |
| -- | ------------------ | --- | ----------------- |
| 1  | Letitia Saelens    | 24  | Deinze            |
| 2  | Shana Leloup       | 20  | Liège             |
| 3  | Beau Bytterbier    | 21  | Wielsbeke         |
| 4  | Sofia El Banouti   | 18  | Manage            |
| 5  | Shania Verbeurgt   | 19  | Brakel            |
| 6  | Galeïa Cremer      | 20  | Marche-en-Famenne |
| 7  | Jolien Werckx      | 23  | Hasselt           |
| 8  | Wendy Fimiani      | 23  | Charleroi         |
| 9  | Jana Janssens      | 21  | Erpe-Mere         |
| 10 | Arlette Todut      | 18  | Beersel           |
| 11 | Juwell Feytons     | 21  | Diepenbeek        |
| 12 | Laurine Boidequin  | 22  | Walcourt          |
| 13 | Thira Moelants     | 23  | Kessello          |
| 14 | Sabrina Bouri      | 24  | Bois d'Haine      |
| 15 | Alana Hanegreefs   | 22  | Zuienkerke        |
| 16 | Luna Franceschini  | 20  | Braine l'Alleud   |
| 17 | Silvana Spyros     | 25  | Maasmechelen      |
| 18 | Chayenne Van Aarle | 22  | Anvers            |
| 19 | Alien Cuvalo       | 20  | Sint-Truiden      |
| 20 | Chiara Catanzaro   | 19  | Anvers            |
| 21 | Gaëlle Sauvillers  | 23  | Ichtegem          |
| 22 | Océane Léonard     | 22  | Forest            |
| 23 | Nysa Boogaerts     | 18  | Linden            |
| 24 | Elle Leclercq      | 22  | Lokeren           |
| 25 | Maïté Lescroart    | 18  | Bruges            |
| 26 | Cindy Lebrun       | 22  | Uccle             |
| 27 | Helena De Gendt    | 20  | Bonheiden         |
| 28 | Juliette Franssen  | 22  | Wanze             |
| 29 | Lotte Versavel     | 25  | Assent            |
| 30 | Pénélope Vandooren | 19  | Waterloo          |